# Wladimir Wladimirowitsch Dmitrijew (Physiker)
Wladimir Wladimirowitsch Dmitrijew (russisch Влади́мир Влади́мирович Дми́триев; * 12. Oktober 1957 in Kasan) ist ein russischer experimenteller Festkörperphysiker, der für Beiträge zur Spin-Suprafluidität bekannt ist.

## Biografie
Dmitrijew erwarb 1980 einen M.Sc. in Physik am Moskauer Institut für Physik und Technologie. 1985 promovierte am Kapiza-Institut in Moskau. In dieser Zeit arbeitete er in der Gruppe von Juri Michailowitsch Bunkow und war an der Entdeckung der Spin-Suprafluidität beteiligt (wie auch ein anderer Student, Juri M. Mucharski). 1991 habilitierte er sich (russischer Doktortitel) und ist seit 1997 Professorial Fellow am Kapiza-Institut. Er wurde Leiter der Tieftemperaturphysik  und war von 2017 bis zum 20. Juni 2022 Direktor des Instituts.
Um 2001 entdeckte er Spin-Suprafluidität auch in Helium-3-B in von außen deformiertem Aerogel und er war in den 1980er Jahren auch an der Entdeckung der Goldstone Modes bei Spin-Suprafluidität beteiligt.

## Auszeichnungen
2008 erhielt er mit Igor Fomin und Juri Bunkow den Fritz London Memorial Prize. 1997 wurde er korrespondierendes und 2011 volles Mitglied der Russischen Akademie der Wissenschaften, die ihm 2019 die Kapiza-Goldmedaille verlieh.

## Veröffentlichungen (Auswahl)
- mit A.S. Borovik-Romanov, Yu.M. Bunkov, Yu.M. Mukharskiy: Long Lived Induction Decay Signal Investigations in 3 He, JETP Lett., Band 40, 1984, S. 1033.
- mit Yu.M. Bunkov, Yu.M. Mukharskiy: Twist oscillations of homogeneous pre-cession domain in 3 He-B, JETP Lett., Band 43, 1986, S. 168–171 (Goldstone Mode).
- mit Yu.M. Bunkov, Yu.M. Mukharskiy: Low frequency oscillations of the homogeneously precessing domain in 3 He-B, Physica B, Band 178, 1992, S. 196–201 (Goldstone Mode).
- mit V.V. Zavjalov u. a.: Nonlinear NMR in a superfluid B phase of 3He in aerogel, JETP Lett., Band 76, 2002, S. 321.
- mit V.V. Zavjalov, D.Ye. Zmeev: Measurements of the Leggett frequency in 3He-B in aerogel, JETP Lett., Band 76, 2004, S. 499.